# 渡り廊下走り隊の青い未来へ初恋ダッシュ!!
「渡り廊下走り隊の青い未来へ初恋ダッシュ!!」（わたりろうかはしりたいのあおいみらいへはつこいだっしゅ!!）は、AKB48の派生ユニット渡り廊下走り隊がパーソナリティを務めた、CBCラジオのラジオ番組。2009年1月3日放送開始、同年6月27日放送終了。放送開始から4月4日の放送までは毎週土曜日21:30 - 21:55（JST）、以降は22:00 - 22:30に放送されていた。
番組タイトルはユニットのデビューシングル「初恋ダッシュ/青い未来」に因んだものである。

## パーソナリティー
- 渡り廊下走り隊
  - 多田愛佳
  - 仲川遥香
  - 平嶋夏海
  - 渡辺麻友

## 番組内コーナー
- 笑顔になりたい! 学校大喜利!
- 背伸びもしたい!お悩み相談